# Crazy Town
A Crazy Town egy Los Angeles-i rapcore zenekar, amelyet 1995-ben alapított Bret Mazur és Seth Binzer. Az együttes leginkább a 2001-es Butterfly című slágeréről ismert, amely a Billboard Hot 100 toplistán az első helyet érte el.

## Tagok
- James Bradley Jr. – dob (1999-2001)
- Kyle Hollinger – dob (2001-2003)
- Doug Miller – basszusgitár (1999-2003)
- Antonio Valli – lead gitár (1999-2003)
- Rust Epique – ritmus gitár (1999-2000)
- Kraig Tyler – ritmus gitár (2000-2003)
- DJ Adam – lemezlejátszó, billentyű, sample-k, programozás (1995-1996)
- DJ AM – lemezlejátszó, billentyű, sample-k, programozás (1999-2000, 2001)
- Kevin Kapler – dob (2014-)
- Nick Diiorio – basszusgitár (2014-)
- Ahmad Alkurabi – lead gitár (2014-)
- Shifty Shellshock – rap, ének, szöveg (1995-2024)
- Bret Mazur – rap, ének, szöveg, lemezlejátszó, billentyű, sample-k, ürogramozás (1995-)

## Történet

### 1995-1999
Mazur és Binzer, aki ekkorra már "Epic Mazur" és "Shifty Shellshock" néven váltak ismertté, 1995-ben kezdtek zenélni "The Brimstone Sluggers" néven. 1999 elejére az együttes tagjai: Mazur, Shifty, Faydoedeelay, Rust epique, Adam Goldstein és Trouble voltak. Az első albumukat 1999-ben mutatták be The Gift of Game néven.

### The Gift of Game(1999-2001)
Az album kiadását egy turnétámogatás követte helyet adva a Red Hot Chili Peppers-nek. Rust Epique elhagyta az együttest, míg az albumot mixelték. Rövid idővel később csatlakozott Kraig Tyler. Az első két kislemezt, a "Toxic" és a "Darkside" kiadását kevés siker követte. Ezen a ponton DJ AM elhagyta a zenekart. A harmadik kislemez, a "Butterfly" hatalmas sikerének hatására DJ AM visszatért. A Butterfly kétszer is elérte a Billboard Hot 100 toplista első helyét.

### Darkhorse(2001-2003)
A második albumukat 2002-ben adták ki Howard Benson producerségével. DJ AM újra elhagyta a zenekart, és JBJ-t felváltotta Kyle Hollinger, aki a Crazy town előtt a Shuvel nevű együttes tagja volt. Az album nem ért el nagy sikereket, ezért csak kettő kislemezt adtak ki: A "Hurt you so bad"-et és a "Drowning"-ot. Nem sokkal a Darkhorse kiadása után az együttes feloszlott.

### Megszakítás és visszatérés (2003-2008)
A Crazy Town megszakítása alatt Bret Mazur elkezdte megalapítani a The Phramacy-t, egy lemezkiadó vállalatot Kraig Tylerrel együtt, a vállalat produkciói voltak a "The plain White T's" szóló, és Wylde Bunch, Rama Duke, Taryn Manning, Lil John/Lil Scrappy, Xzibit közelgő albumai, és együttescimborája Shifty albuma is.
Mazur is elkezdte első saját szóló albumát a Crazy Town is back-et 2008 tavaszán.
Binzer kiadta első szóló albumát: a "Happy love sick"-et.
Tyler hozzájárult a Ringerhez, ami egy projekt, amit Eric Powellel kezdett el, aki a 16Volt tagja. Bár az albumuk nem lett hivatalosan kiadva, le lehet tölteni a weboldalukról.
Rust Epique csatlakozott a pre)Thing-hez 2003-ban. Albumuk a 22nd Century Lifestyle-t 2004-ben adták ki. Rövid idővel később meghalt szívrohamban.
2011 őszén kikerült a netre az első teljes értékű új száma a csapatnak, a My Place. A stílus popos irányba változott, a készülő lemez azonban az ígéretek szerint (rap)rockalbum lesz továbbra is.
2015. december 2-án Budapesten, Zuglóban, a Dürer Kertben koncerteztek.
2024. június 24-én otthonában elhunyt az együttes énekese, Shifty Shellshock.

## Diszkográfia
- The Gift of Game (1999)
- Darkhorse (2002)
- The Brimstone Sluggers (2014)

### Kislemezek
| Év   | Dal               | U.S. Hot 100 | U.S. Mod Rock | U.S. Main Rock | UK | Album                  |
| ---- | ----------------- | ------------ | ------------- | -------------- | -- | ---------------------- |
| 1999 | "Toxic"           | -            | -             | -              | -  | The Gift of Game       |
| 2000 | "Darkside"        | -            | -             | -              | -  | The Gift of Game       |
| 2001 | "Butterfly"       | 1            | 1             | 21             | 3  | The Gift of Game       |
| 2001 | "Revolving Door"  | -            | -             | -              | -  | The Gift of Game       |
| 2002 | "Drowning"        | -            | 24            | 24             | 50 | Darkhorse              |
| 2003 | "Hurt You So Bad" | -            | -             | -              | -  | Darkhorse              |
| 2013 | "Lemonface"       | -            | -             | -              | -  | The Brimstone Sluggers |

## Fordítás
- Ez a szócikk részben vagy egészben  a   Crazy Town című angol Wikipédia-szócikk fordításán alapul.  Az eredeti cikk szerkesztőit annak laptörténete sorolja fel. Ez a jelzés csupán a megfogalmazás eredetét és a szerzői jogokat jelzi, nem szolgál a cikkben szereplő információk forrásmegjelöléseként.